# مؤتمر التعدين الدولي
مؤتمر التعدين الدولي هو مؤتمر دولي حول قطاع التعدين بدول الشرق الأوسط وآسيا الوسطى وأفريقيا، انعقد في مدينة الرياض عاصمة المملكة العربية السعودية في الفترة ما بين 11 إلى 13 يناير 2022 في مركز الملك عبد العزيز الدولي للمؤتمرات.

## أهداف المؤتمر
شارك في المؤتمر نحو 2000 مشاركا و150 مستثمرا عالميا من 100 دولة، ويهدف إلى جذب الاستثمارات الأجنبية إلى مركز تعدين جديد وناشئ يتطلب رؤى وقدرات وبنية تحتية لتمكين هذه الأراضي الشاسعة غير المستغلة من الثروات المعدنية ولتحقيق إمكاناتها الكاملة لدعم مستقبل اقتصاد الكربون الدائري العالمي.

## ركائز المؤتمر
اعتمد المؤتمر على ثلاث ركائز أساسية هي: إعادة تصور قطاع التعدين من خلال تسليط الضوء على الابتكارات التي ستدعم التعدين في المستقبل، وتقديم هذه المناطق بوصفها أراضٍ للفرص وتفعيل الشراكات عبر سلاسل القيمة المتكاملة، وإسهام قطاع التعدين في المجتمع من خلال تسليط الضوء على الدور الحيوي للقطاع في إنتاج المدخلات اللازمة لخلق مستقبل كربون دائري، وجذب القوى العاملة في المستقبل.

## مؤتمر التعدين الدولي الثالث
انطلق في 9 يناير 2024 في العاصمة السعودية الرياض (مؤتمر التعدين الدولي الثالث) الذي أصبح حدثا عالميا سنويا يناقش مستقبل قطاع التعدين واحتياجاته وتحدياته وطرح الحلول لها.وستشهد النسخة الحالية مشاركة 145 دولة و250 متحدثا في الجلسات المختلفة، وتهدف استراتيجية السعودية لأن يكون قطاع التعدين الركيزة الثالثة في الاقتصاد بعد النفط والبتروكيماويات. لا سيما أنه يشكل المواد الأولية لكثير من الصناعات التي قامت المملكة بتوطينها كالسيارات الكهربائية والصناعات الفضائية.